# Torneo Apertura 2020 de Primera División (Liga Chacarera)
El Torneo Apertura 2020 de Primera División, organizado por la Liga Chacarera de Fútbol, será la primera competición del año, que dará comienzo en la primera semana del mes abril y finalizará a fines del mes de mayo.
Se disputará a una sola rueda, por el sistema de todos contra todos. El torneo sólo servirá de preparación y para sumar puntos para la tabla conjunta.
La fecha de inicio del torneo estaba estipulada para el día 3 de abril, pero debido a la pandemia del COVID-19, se suspendió toda actividad social, cultural y deportiva tanto en la provincia, cómo en el país.
Finalmente el torneo fue cancelado debido a la propagación del COVID-19.

## Ascensos y descensos
| Pos           | Ascendidos a la Primera División 2019 |
| ------------- | ------------------------------------- |
| Campeón Anual | Ateneo Mariano Moreno                 |
| Campeón Petit | El Auténtico                          |

| Prom                    | Descendidos de la Primera División 2019 |
| ----------------------- | --------------------------------------- |
| 10.º Tabla Conjunta     | Obreros de San Isidro                   |
| 10.º Tabla de Promedios | La Carrera                              |

## Formato

### Competición
- El torneo se jugará a una rueda con el sistema de Todos Contra Todos.
- El equipo que se ubique en la primera ubicación de la Tabla de posiciones al finalizar el torneo, se consagrará campeón.
- En el caso de que dos o más equipos finalicen en el primer puesto, se deberá jugar un desempate para coronar al campeón.

## Equipos participantes
| #  | Equipo                                        | Ciudad          | Departamento        |
| -- | --------------------------------------------- | --------------- | ------------------- |
| 1  | Club Ateneo Mariano Moreno                    | Villa Dolores   | Valle Viejo         |
| 2  | Club Deportivo Coronel Daza                   | Banda de Varela | Capital             |
| 3  | Club Defensores de Esquiú                     | Piedra Blanca   | Fray Mamerto Esquiú |
| 4  | Club Social Cultural y Deportivo El Auténtico | Catamarca       | Capital             |
| 5  | Club Atlético Independiente                   | San Antonio     | Fray Mamerto Esquiú |
| 6  | Club Social y Deportivo La Merced             | La Merced       | Paclín              |
| 7  | Club Atlético La Tercena                      | La Tercena      | Fray Mamerto Esquiú |
| 8  | Club Sportivo Los Sureños                     | Pozo El Mistol  | Valle Viejo         |
| 9  | Club Atlético San Martín                      | El Bañado       | Valle Viejo         |
| 10 | Club Sportivo Social Rojas                    | Santa Rosa      | Valle Viejo         |

### Distribución geográfica de los equipos
| Departamento        | Cant. | Equipos                                                   |
| ------------------- | ----- | --------------------------------------------------------- |
| Valle Viejo         | 4     | Ateneo M. Moreno, Los Sureños, San Martín y Social Rojas. |
| Fray Mamerto Esquiú | 3     | Defensores de Esquiú, Independiente (SA) y La Tercena.    |
| Capital             | 2     | Coronel Daza y El Auténtico.                              |
| Paclín              | 1     | La Merced.                                                |
| Total               | 10    |                                                           |

## Competición

### Tabla de posiciones
| Pos. | Equipo                      | Pts. | PJ | PG | PE | PP | GF | GC | Dif. |
| ---- | --------------------------- | ---- | -- | -- | -- | -- | -- | -- | ---- |
| 01.º | Ateneo Mariano Moreno       | 0    | 0  | 0  | 0  | 0  | 0  | 0  | 0    |
| 02.º | Coronel Daza                | 0    | 0  | 0  | 0  | 0  | 0  | 0  | 0    |
| 03.º | Defensores de Esquiú        | 0    | 0  | 0  | 0  | 0  | 0  | 0  | 0    |
| 04.º | El Auténtico                | 0    | 0  | 0  | 0  | 0  | 0  | 0  | 0    |
| 05.º | Independiente (San Antonio) | 0    | 0  | 0  | 0  | 0  | 0  | 0  | 0    |
| 06.º | La Merced                   | 0    | 0  | 0  | 0  | 0  | 0  | 0  | 0    |
| 07.º | La Tercena                  | 0    | 0  | 0  | 0  | 0  | 0  | 0  | 0    |
| 08.º | Los Sureños                 | 0    | 0  | 0  | 0  | 0  | 0  | 0  | 0    |
| 09.º | San Martín (El Bañado)      | 0    | 0  | 0  | 0  | 0  | 0  | 0  | 0    |
| 10.º | Social Rojas                | 0    | 0  | 0  | 0  | 0  | 0  | 0  | 0    |

|  | El equipo que ocupe esta posición se consagrará campeón. |

#### Evolución de las posiciones
| Equipo / Fecha        | 1  | 2 | 3 | 4 | 5 | 6 | 7 | 8 | 9 |
| --------------------- | -- | - | - | - | - | - | - | - | - |
| Ateneo Mariano Moreno | 01 | - | - | - | - | - | - | - | - |
| Coronel Daza          | 02 | - | - | - | - | - | - | - | - |
| Defensores de Esquiú  | 03 | - | - | - | - | - | - | - | - |
| El Auténtico          | 04 | - | - | - | - | - | - | - | - |
| Independiente (SA)    | 05 | - | - | - | - | - | - | - | - |
| La Merced             | 06 | - | - | - | - | - | - | - | - |
| La Tercena            | 07 | - | - | - | - | - | - | - | - |
| Los Sureños           | 08 | - | - | - | - | - | - | - | - |
| San Martín            | 09 | - | - | - | - | - | - | - | - |
| Social Rojas          | 10 | - | - | - | - | - | - | - | - |

| 1. |

### Resultados
|  | - |
|  | - |
|  | - |
|  | - |
|  | - |

|  | - |
|  | - |
|  | - |
|  | - |
|  | - |

|  | - |
|  | - |
|  | - |
|  | - |
|  | - |

|  | - |
|  | - |
|  | - |
|  | - |
|  | - |

|  | - |
|  | - |
|  | - |
|  | - |
|  | - |

|  | - |
|  | - |
|  | - |
|  | - |
|  | - |

|  | - |
|  | - |
|  | - |
|  | - |
|  | - |

|  | - |
|  | - |
|  | - |
|  | - |
|  | - |

|  | - |
|  | - |
|  | - |
|  | - |
|  | - |

|  |

## Estadísticas

### Goleadores
| Jugador              | Equipo | Goles |
| -------------------- | ------ | ----- |
| -                    | -      | -     |
| Bandera de Argentina |        |       |
| Bandera de Argentina |        | -     |
| Actualizado al abril |        |       |

| Bandera de Argentina |
| Bandera de Argentina |
| Bandera de Argentina |